# 유르고르덴 IF

유르고르덴 IF(Djurgårdens IF Fotboll, Djurgårdens IF)는 흔히 유르고르덴(Djurgården)이라는 이름으로 알려져 있는 스웨덴 스톡홀름의 축구 클럽으로 현재 알스벤스칸에서 활동하고 있다.
1891년 유르고르덴에서 창단된 유르고르덴 IF는 리그 우승 11회와 컵 대회 우승 4회의 기록을 보유하고 있으며 AIK와 함마르비와는 라이벌 관계에 있다.

## 성적
- 스웨덴 챔피언
  - 우승 12회 (1912, 1915, 1917, 1920, 1954–55, 1959, 1964, 1966, 2002, 2003, 2005, 2019)
- 알스벤스칸
  - 우승 7회 (1954–55, 1959, 1964, 1966, 2002, 2003, 2005)
  - 준우승 3회 (1962, 1967, 2001)
- 알스벤스칸 플레이오프
  - 준우승 1회 (1988)
- 스벤스카 세리엔
  - 준우승 1회 (1911–12)
- 스벤스카 메스테르스카펫
  - 우승 4회 (1912, 1915, 1917, 1920)
  - 준우승 7회 (1904, 1906, 1909, 1910, 1913, 1916, 1919)
- 스웨덴 컵
  - 우승 4회 (1989–90, 2002, 2004, 2005)
  - 준우승 3회 (1951, 1974–75, 1988–89)

## 선수 명단

### 현역
참고: FIFA 자격 규정에 따라 소속된 국가대표팀 국기를 표시합니다. 선수는 복수의 FIFA 비회원국 국적을 가지고 있을 수 있습니다.
| 번호 | 포지션 | 국적 | 이름 |
| ---- | ------ | ---- | ---- |

| 번호 | 포지션 | 국적 | 이름          |
| ---- | ------ | ---- | ------------- |
| 27   | DF     |      | 게이타 코스기 |